# Hauszler Károly
Hauszler Károly (Budapest, 1952. március 19. – Budapest, 2023. október 28.) olimpiai bronzérmes magyar vízilabdázó, edző.

## Életpályája
Édesapja ökölvívó volt. Óbudán nőtt fel. 1964-ben a testnevelő tanára, Regős István vitte el az uszodába, ahol Széchy Tamás tanítványaként a Központi Sportiskola úszója lett. 
1965-től vízilabdázott Polonyi Károly vezetőedzőnél. 1970-ben a budapesti Kölcsey Ferenc Gimnáziumban érettségizett. Ettől az évtől a Budapesti Honvéd, majd 1977-től 1988-ig a Tatabányai Bányász kapusa volt. 1984-ben a Testnevelési Főiskola Továbbképző Intézetében szerzett edzői oklevelet. 
1988-tól a Tatabánya szakvezetője volt. 1992-től, a csapat megszűnésétől magánalkalmazott. 1995-ben Esztergomba költözött. 2000-től az Esztergomi Vízilabda Sport Club edzője. 2013 nyarától októberig a dorogi Új-Hullám Sport Egyesület vízilabdaedzője.

## Sikerei, díjai
- 1971-ben csapatával Junior Európa-bajnokságot nyert. 1974 és 1981 között 56 alkalommal szerepelt a válogatottban.
- Az 1979-es belgrádi világkupa győztese.
- bronzérmes az 1980-as moszkvai olimpián.